# Kravanalytiker
Kravanalytiker är ett arbete som går ut på att förstå hur företag fungerar och att göra det möjligt för dem att nå sin fulla potential genom att hjälpa dem att formulera och möta mål samt identifiera både möjligheter och hot för att sedan dra nytta av möjligheterna och minimera riskerna.
Genom att hantera målet och processen var för sig blir arbetet mer hanterbart. Syftet med projektet kan exempelvis vara att minska kostnaderna för ett företag. Processen innebär att förstå var företaget står idag och vad som behövs för att nå målet. Vad är lösningen till problemet, vad behöver göras, samt vilka människor och system som interagerar med det. Detta görs genom att dela upp målet i mindre hanterbara bitar för företaget att arbeta med.
Det är inte kravanalytikerns uppgift att genomföra aktiviteterna utan enbart att identifiera problem och möjligheter, hur lösningen ser ut som samt hur lösningen ska bete sig i slutändan; arbetsuppgiften är att ta fram en strategi för hur målet skall nås.